# Källunga socken
Ej att förväxla med Källunge socken.
Källunga socken i Västergötland ingick i Gäsene härad, ingår sedan 1974 i Herrljunga kommun och motsvarar från 2016 Källunga distrikt.
Socknens areal är 29,83 kvadratkilometer varav 29,07 land. År 2000 fanns här 183 invånare. Sockenkyrkan Källunga kyrka ligger i socknen.

## Administrativ historik
Socknen har medeltida ursprung. 
Vid kommunreformen 1862 övergick socknens ansvar för de kyrkliga frågorna till Källunga församling och för de borgerliga frågorna bildades Källunga landskommun. Landskommunen uppgick 1952 i Gäsene landskommun som 1974 uppgick i Herrljunga kommun. Församlingen uppgick 2010 i Hudene församling.
1 januari 2016 inrättades distriktet Källunga, med samma omfattning som församlingen hade 1999/2000.  
Socknen har tillhört län, fögderier, tingslag och domsagor enligt vad som beskrivs i artikeln Gäsene härad. De indelta soldaterna tillhörde Älvsborgs regemente, Gäseneds kompani och Västgöta regemente, Elfsborgs kompani.

## Geografi
Källunga socken ligger öster om Herrljunga kring Nossans biflöde Vimleån. Socknen har odlingsbygd kring ån och är i övrigt en mossrik skogsbygd.

## Byar och hemman
Källunga socken består historiskt av följande byar och enstaka hemman. När en by har flera hemman anges också hemmansnumren.
- Ballaberget, enstaka hemman, i jordeboken första gången 1777 som krononybygge.
- Boastaden, enstaka hemman. Överflyttades 1885 från Hudene socken.
- Bråtabäcken, enstaka hemman.
- Fataburen, enstaka hemman.
- Fäbrobacken, enstaka hemman, i jordeboken första gången 1777 som krononybygge.
- Fädersåsen, enstaka hemman, i jordeboken första gången 1777 som krononybygge.
- Gudmundstorp, enstaka hemman.
- Hårdakvarnen, en tullkvarn, tidigare kallad Jon Larssons kvarn och hörande till Källunga by.
- Kullakvarnen, en tullkvarn, tidigare kallad Helges kvarn och hörande till Källunga by.
- Källeryd, ett hemman (1) och en åker (2). Stationssamhälle vid Västra stambanan. En hållplats inrättades i Källeryd 1882, Källeryd station öppnade 1908, obemannad sedan 1965.[8]
- Källerydsås, enstaka hemman, i jordeboken första gången 1719.
- Källunga, socknens kyrkby med sex hemman (1 Biskopsgården, 4 Häljesgården, 5 Jonsgården, 6 Frankegården med Kullen, 7 Stommen och 8 Per-Olofsgården) samt en åker (2) och en tullkvarn (3).
- Markö, enstaka hemman, första gången i jordeboken 1787 som en äng, senare ett krononybygge.
- Mossbacken, enstaka hemman, första gången i jordebeoken 1787 som ett krononybygge.
- Starrholmen, by med tre hemman (1 Västergårtden, 2 Östergården och 3 Östergården). Nr 1 var jägmästarboställe och nr 3 blev 1865 utbrutet ur nr 2 som kronojägareboställe.
- Svinåsa (eller Bruket), enstaka hemman.
- Tostared (eller Tåstared), by med två hemman (1 Nedregården och 2 Uppergården). Gårdarna har också kallats Västergården och Östergården. Uppergården överflyttades 1885 från Hudene socken.
- Tången, enstaka hemman, i jordeboken första gången 1777 som krononybygge.
- Vithatt, enstaka hemman, i jordeboken första gången 1777 som krononybygge.
- Vätesön, enstaka hemman, i jordeboken första gången 1777 som krononybygge.

## Fornlämningar
Boplatser från stenåldern är funna.

## Befolkningsutveckling
Befolkningen ökade från 363 år 1810 till 499 år 1860 varefter den minskade till 185 år 1880. Dårpå vände befolkningen något uppåt igen till 198 år 1990.

## Namnet
Namnet skrevs 1540 Tielwnga och kommer från kyrkbyn. Namnet innehåller inbyggarbeteckningen inge/unge. Förleden kan vara tjäle, då med oklar syftning.